# 야코프 크냐지닌

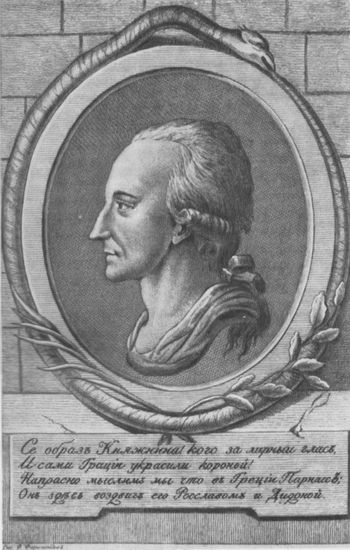

야코프 보리소비치 크냐지닌(러시아어: Яков Борисович Княжнин, 1742년 11월 3일 프스코프 ∼ 1791년 1월 1일 상트페테르부르크)은 러시아의 저자이다.

## 생애
1742년 프스코프 주(州) 부지사 아들로 태어나 1791년 상트페테르부르크에서 사망했다. 그는 페테르부르크 과학 아카데미 부설 김나지움에 입학, 몰리에르, 코르네유와 더불어 프랑스 3대 극작가라 부르는 장 라신의 작품을 읽었다. 어린 시절부터 문학에 남다른 재능을 보여 그는 1757년부터 번역을 시작했고, 1762년에는 입대했으며, 1764년부터는 프랑스어와 독일어, 이탈리아어에 대한 재능을 인정받아 외무성에서 근무했다.
러시아 문학사에서 크냐지닌은 수마로코프의 사위로 더 잘 알려져 있다. 그는 당대 최고의 극작가인 수마로코프의 딸과 결혼해서 살다가 도박으로 국고 6000루블을 탕진하는 큰 죄를 짓게 된다. 국고를 횡령한 죄로 사형을 언도받지만, 1767년에 발표한 첫 번째 비극 ＜디도나(Дидона)＞에 감명을 받은 예카테리나 2세의 특별 사면을 받았다. 대신 군대 계급과 귀족 신분은 박탈당했고, 모든 재산은 국가에 압류되었다. 모든 것을 다 잃은 뒤 크냐지닌은 문학에 매진했다. 1777년에 이르러 그의 지위가 복권되었다.
크냐지닌은 장인어른 수마로코프의 작법에 따라 희가극 8편, 희극 4편, 비극 8편을 썼다. ＜블라디미르와 야로폴크(Вл-адимир и Ярополк)＞(1772), ＜로스슬라프(Росслав)＞(1784)와 ＜노브고로드의 바딤(Вадим Новгородский)＞(1789)을 통해 비극 작가로서 명성을 얻었으며, 그의 희극 중 대표작으로 꼽히는 ＜허풍쟁이(Хвастун)＞(1785)와 코미디 오페라 ＜마차 때문에 일어난 불행(Несчастие от каре-ты)＞(1779)은 고골과 그리보예도프의 작품에 많은 영향을 끼쳤다. 한편 러시아 문학사가 미르스키는 크냐지닌의 비극에 대해 혁명적 자유사상을 내뿜는다고 평가했다.